# Olof Falck
Olof Falck, död mellan 1692 och 1695, var en svensk boksamlare.
Om Olof Falck, som vid sidan av kyrkoherden Olaus Sparrman var den förste samlaren av äldre svensk litteratur, är mycket lite känt. Han anges ha varit bokhållare, och var i början av 1680-talet anställd som skrivare åt kamreraren Erik Bertilsson. Efter hans död splittrades hans samling, och det var först 1870 som Gustaf Edvard Klemming uppmärksammade den mängd sällsynta böcker som härrörde från Olof Falcks samling, exempelvis Joh. Gersons "Aff dyäffwlsens frästilse" (1495, unikt exemplar) och Heliga Birgittas "Openbaringe" (Lübeck, 1496)